# Ulvsunda

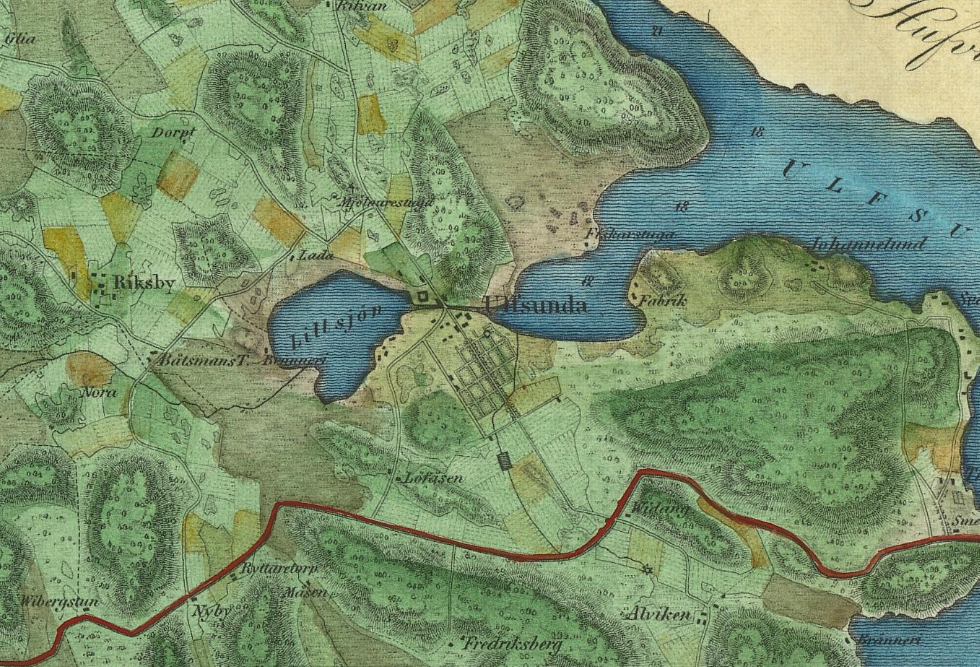
Ulvsunda och omgivningar 1829.

Ulvsunda är en stadsdel i Västerort inom Stockholms kommun. Ulvsunda gränsar till Ulvsunda industriområde i norr, till Ulvsundasjön och Traneberg i öst, till Alvik och Stora mossen i syd samt till Riksby i väst. Den sydöstra delen av Lillsjön ingår i Ulvsunda och rakt genom stadsdelen sträcker sig Ulvsundavägen. 
Stadsdelen Ulvsunda bildades 1932 efter att området några år tidigare bytt namn från "Kungsholms villastad" till "Ulvsunda trädgårdsstad".

## Historik

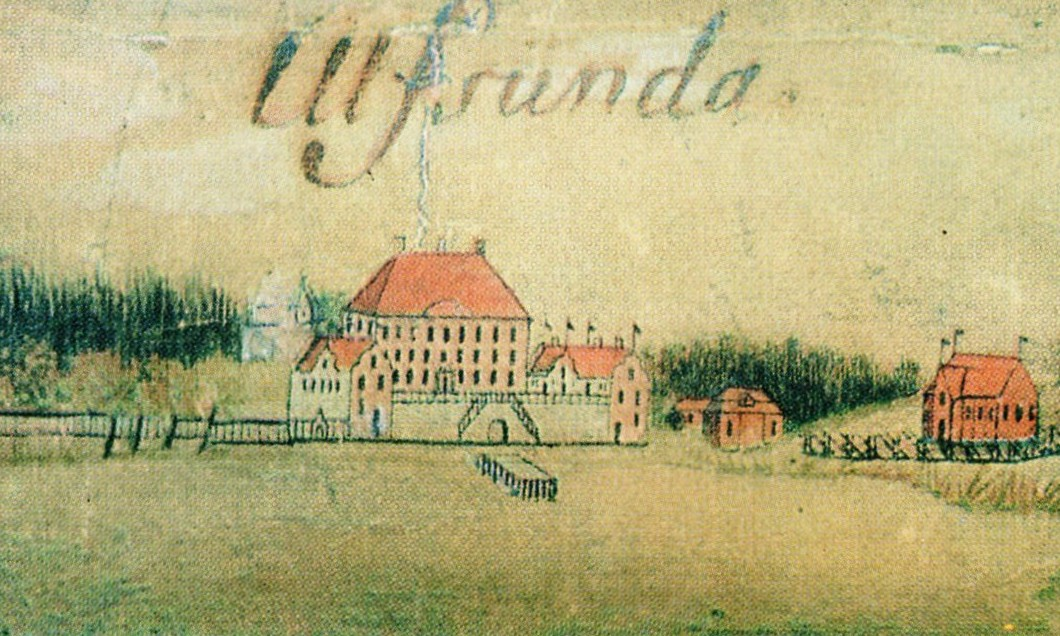
Ulvsunda slott, Gripenhielms Mälarkarta, 1689.

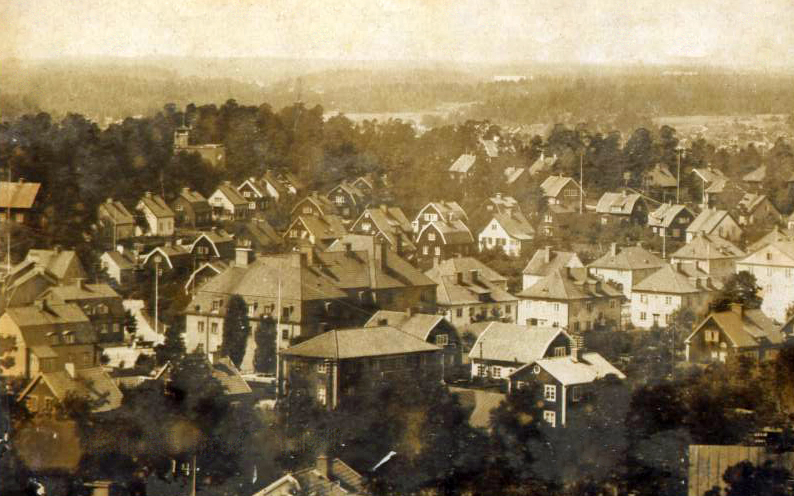
Vykort över Ulvsunda; "Kungsholms villastad".

Ulvsunda är ett av de tidigast belagda ortnamnen i Stockholm. Namnet har sitt ursprung i ulv som betyder varg. På en runsten från 1000-talet, funnen i Riksby ägor, kunde man tidigare läsa att stenen rests till minne av bonden Björn som byki : ulsunti det vill säga byggi i Ulvsundi/bodde i Ulvsund. Ulvsund var ursprungligen namnet på det trånga utloppet från Lillsjön till nuvarande Ulvsundasjön. Gården Ulvsunda är känd sedan 1300-talet (in Vlphsunde, 1347). Under 1600-talet förekommer skrivningar av namnet som Ållsunde, (1617), Åhlsunde (1682). 
Ulvsunda slott uppfördes 1644–1645 av fältmarskalken, greve Lennart Torstenson. Byggnadens nuvarande utseende härstammar från 1830-talet. Bland de tidigare ägarna efter Lennart Torstenson och hans son Anders Torstenson och sonson Carl Ulrik Torstenson är greve Ture Gabriel Bielke, baron Fredrik Preis, industrimannen, greve Eric Ruuth, brukspatronen Johan Henrik Wegelin och grosshandlaren Lorens Jacob Groth. Bland senare ägarna till slottet märks generalmajoren, greve Gustaf Adolf Fredrik Wilhelm von Essen och familjen Åkerhielm af Margrethelund med ägarna baron Gustaf Fredrik Åkerhielm och sonen Gustaf Samuel Åkerhielm. Baron Gustaf Åkerhielm blev den siste adlige ägaren till Ulvsunda. Han avled år 1900 och slottet stod obebott några år därefter. Slottet med tillhörande trädgård köptes av Stockholms läns landsting som länge använde det som vårdhem. Numera utnyttjas slottet för kursverksamhet.

### Kungsholms villastad
Begynnelsen till dagens villastad växte fram genom att sommarnöjen byggdes på Lillsjönäs ägor under 1800-talet. Mellan 1902 och 1903 avstyckades villatomter från Ulvsunda slotts mark och såldes av slottets dåvarande ägare, Max Wibom. 
År 1906 gick han samman Per August Kindgren, en före detta hästspårvagnskusk och den tidigare ägaren till gården Lillsjönäs. Tillsammans skapade de företaget "AB Kungsholms Villastad" för avyttra tomter för egnahem. Företaget sålde tomter avstyckade från Lillsjönäs fram till 1908. Den informella beteckningen för området var Kungsholms villastad fram till 1926, när det fick det officiella namnet Ulvsunda. Husen i villastaden var dels hyresvillor med enkel standard och dels egna hem. Husen var detaljrikt utformade med glasverandor och torn. Men tomtbolaget anlade varken vägar eller avlopp och de sanitära förhållandena var mycket dåliga.

### Stockholms stad tar över

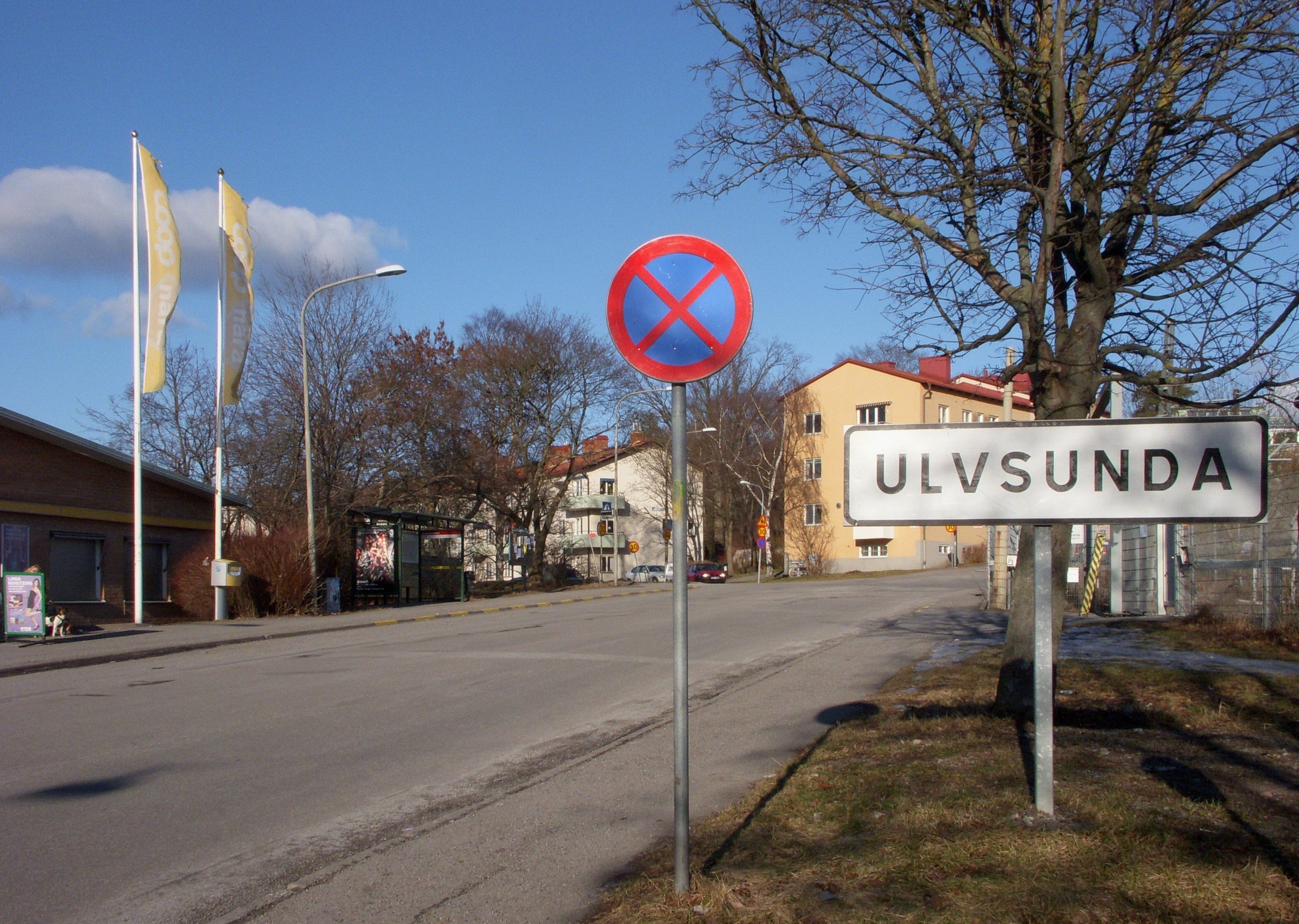
Ulvsunda vid Tranebergsvägen, 2012.

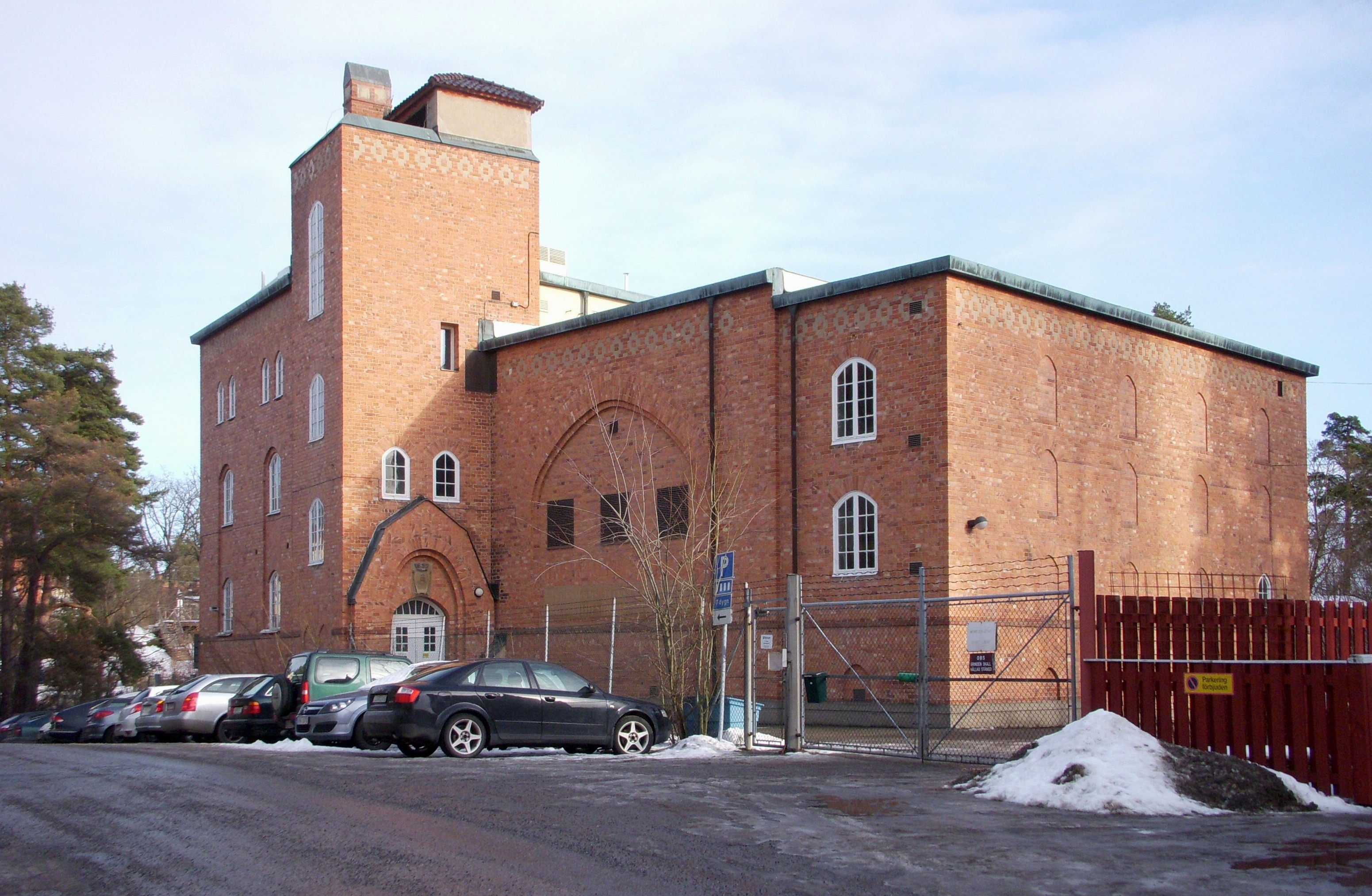
Lillsjöstationen, 2012.

Stockholm stad förvärvade huvuddelen av egendomen Bromma år 1904. Köpet kallades "det stora landegendomsköpet Bromma". År 1908 köptes även egendomen Lillsjönäs av staden och delar av den vildvuxna så kallade "Kungsholms villastad" revs. Istället planerades 1912 "Ulvsunda trädgårdsstad", ansvarig för planen var stadsingenjören August Emanuel Påhlman och senare stadsplaner upprättades av bland annat Per Olof Hallman och Albert Lilienberg. Dagens vägnät härrör från den tiden. 
För att göra den nya trädgårdsstaden mera attraktiv påbörjade staden även en del byggnadsprojekt av offentlig karaktär i egen regi. Så tillkom 1919 bland annat Ulvsunda brand- och polisstation (nedlagd 1976) vid Ulvsundavägen samt en prästgård och några tjänstebostäder för spårvägsarbetare.
År 1914 drogs spårvagnslinje nummer 13 (Ulvsundabanan), en gren av den så kallade Brommabanan, ut till Ulvsunda via pontonbron över Tranebergssund (senare Tranebergsbron). Hållplatserna var "Ulvsundavägen", "Prästgården" och "Ulvsunda" med slutstation vid Lillsjöplan, där en spårvagnshall anlades. Samtidigt drogs elektricitet ut till området och en understation (Lillsjöstationen med tillhörande bostadshus) byggdes vid Lövåsvägen efter ritningar av arkitekt Gustaf de Frumerie. Upplåtelsen av tomträtterna gick dock trögt i början, men takten ökade efter första världskriget.

## Bebyggelse
Mellan 1916 och 1917 lät Stockholms stad uppföra den faluröda bostadslängan i kvarteret Bergsryggen vid sydvästra sidan av Ulvsundavägen. Ursprungligen planerad som provisoriska nödbostäder är huset ett av de få bevarade byggnader av denna typ i Stockholm.
På 1920-talet tillkom de flesta egna hemmen i trädgårdsstaden, oftast genom entreprenad av den blivande ägaren. Men det förekom även spekulativt byggande, där privata entreprenörer byggde hus för vidare försäljning. Bland arkitekterna kan nämnas Gustaf Pettersson, Gustaf Larson och Edvin Engström som samtliga var knutna till stadens egnahemsbyrån.
Under 1920- och 1930-talen fortsatte utbyggnaden av egna hem på tomter med tomträtt, men på 1940-talet ökade andelen flerbostadshus som sedermera helt tog över. Det bidrog till en mycket varierande men samtidig sammanhållen bebyggelse i Ulvsunda.

## Gatunamn med anknytning till fältmarskalken Lennart Torstenson
Stadsdelen Ulvsunda bildades 1926 och hade då officiellt bytt namn från "Kungsholms villastad" till "Ulvsunda trädgårdsstad". Några gator inom stadsdelen namn med anknytning till fältmarskalken Lennart Torstenson, som uppförde Ulvsunda slott och var godsets ägare åren 1644-1645, då slottet uppfördes. Några exempel på vägar i Ulvsunda stadsdel med anknytning till Torstenson och hans godsinnehav är Fältmarskalkens väg (1924), Forstenavägen (1924), Hamrabacken (1930) och Restadsvägen (1924). Bland senare ägare till Ulvsunda slott märks ätterna Bielke och Åkerhielm och 1924 namngavs också Bielkevägen efter riksrådet greve Ture Gabriel Bielke och hans son hovmannen och riksrådet, greve Nils Adam Bielke och Åkerhielmsgatan efter militären, friherre Gustaf Fredrik Åkerhielm och hans son, statsminister, friherre Gustaf Åkerhielm.
Fältmarskalkens väg/Fältmarskalksvägen fick sitt namn efter fältmarskalken Lennart Torstenson, tidigare hette vägen Lövåsvägen, namngivet efter ett torp under Ulvsunda, och först hade kallats Boställsvägen, efter det nya prästbostället, som var Bromma prästgård, Ulvsunda prästgård, och idag ligger på Lövåsvägen 12. Huset Ulvsunda prästgård ligger i korsningen Ulvsunda Slottsväg-Lövåsvägen. Prästgården i Ulvsunda nybyggdes 1914 och låg söder om Ulvsunda slott, mellan Ulvsunda slottspark och grönområdet kring Lillsjön.
Forstenavägen fick sitt namn efter Forstena herrgård i Västra Tunhems socken vid foten av Hunneberg i nuvarande Vänersborgs kommun i Västergötland, och där föddes Lennart Torstenson 17 augusti 1603. Sedan medeltiden var Forstena sätesgård för ätten Torstenson, vars tidigare släktled kallats Forstenaätten.
Hamrabacken. På 1630-talet ägde Lennart Torstenson två närbelägna gårdar i Stockholms-Näs socken vid Görvälnsfjärden vid Mälaren i Uppland. De två gårdarna var Hamra (Hambra) och Källvik. Hambra och Källvik var kronogods, som 1573 byttes till frälsesäteri av Erik XIV:s fältöverste Anders Rålamb. Anders Sigfridsson, (1527-1581), var kunglig ämbetsman under 1500-talets andra hälft och stamfar för adelssläkten Rålamb. Anders gjorde snabb karriär i Erik XIV:s tjänst och nämns 1561 som ledamot i Erik XIV:s nämnd. Under fälttåget mot hertig Johan 1563 utsågs Anders till hövitsman över Finland och 30 december samma år till lagman över hela Norrland, en befattning som han innehade ännu 1568. Under Nordiska sjuårskriget utsågs han även till överste arklimästare och tygmästare. Dessa båda gårdar, Hamra och Källvik, sammanslogs på 1690-talet av sonen Anders Torstenson till ett gods under namnet Lennartsnäs och tillhörde sedan hans efterkommande till 1758. År 1930 fick Hamrabacken i Ulvsunda sitt namn efter gården Hamra i Stockholms-Näs socken.
Restadsvägen. Ett annat gods, som tillhörde ätten Torstenson var säteriet Restad i Vassända-Naglums socken, nu i utkanten av Vänersborg nära Göta älv i Västergötland. Ursprungligen var gården kronoegendom och tillföll genom byte 1592 Anders Lennartson (död 17 september 1605 i slaget vid Kirkholm) av Forstenasläkten och sedan hans brorson greve Torsten Lennartsson (Lindersson) (1561-1631) och dennes ättlingar, från vilka det reducerades 1696.

## Demografi
Den 31 december 2021 hade stadsdelen 2 753 invånare, varav 22,6 procent med utländsk bakgrund.

## Historiska bilder

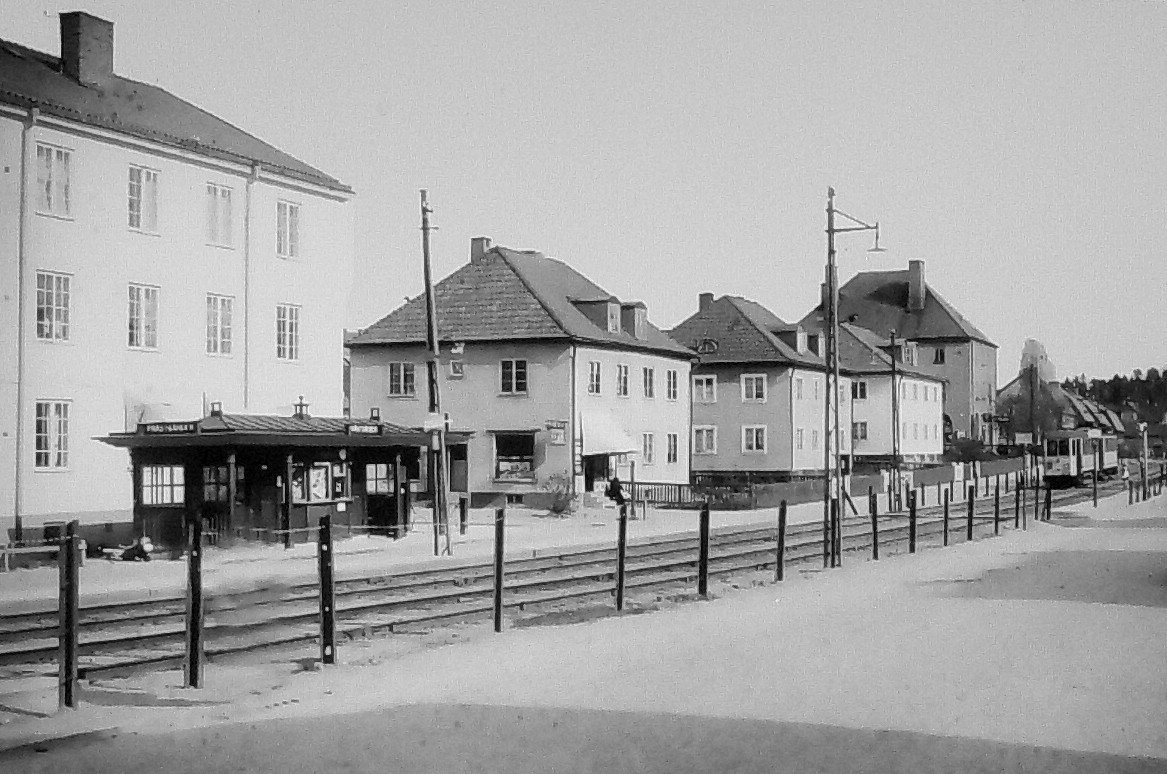
Ulvsundavägen och hållplats "Prästgården", 1930-tal.
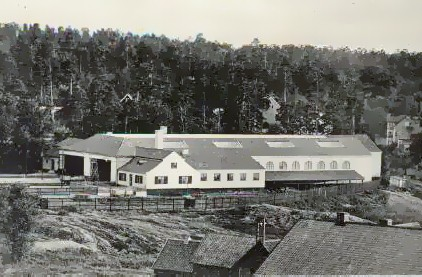
Spårvagnshallarna vid Lillsjön, 1930-tal.
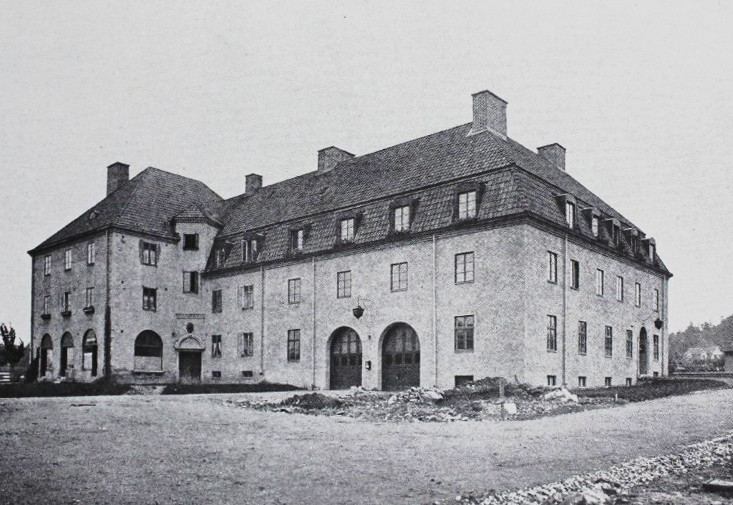
Ulvsunda brandstation, 1919.
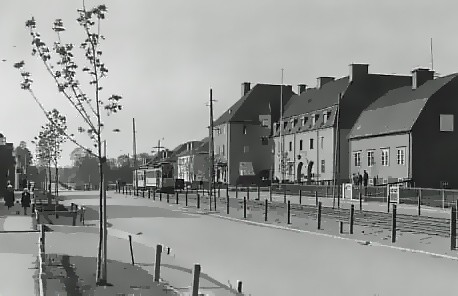
Ulvsundavägen norrut med brandstationen, 1930-tal.

## Nutida bilder

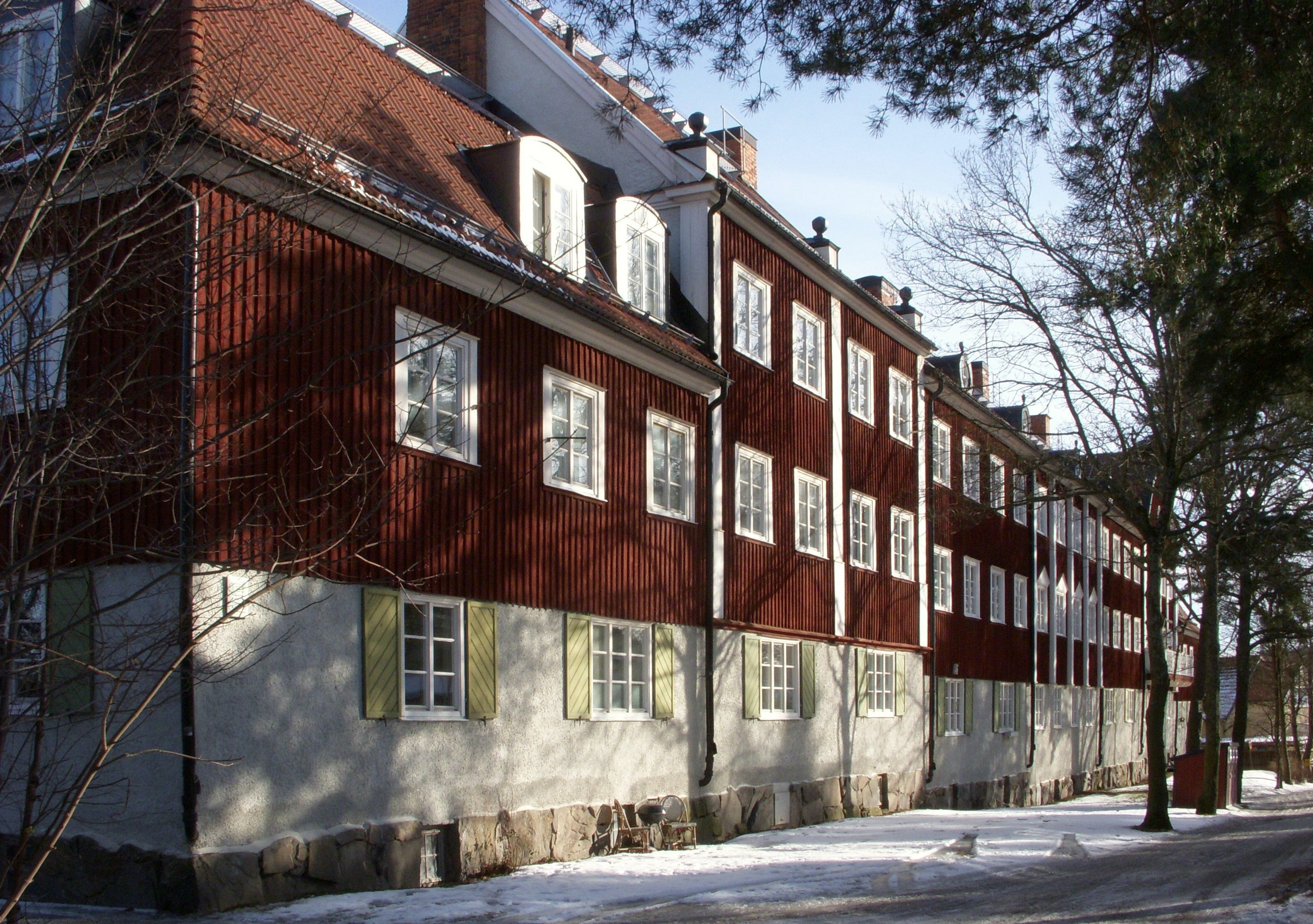
Kvarteret Bergsryggen.
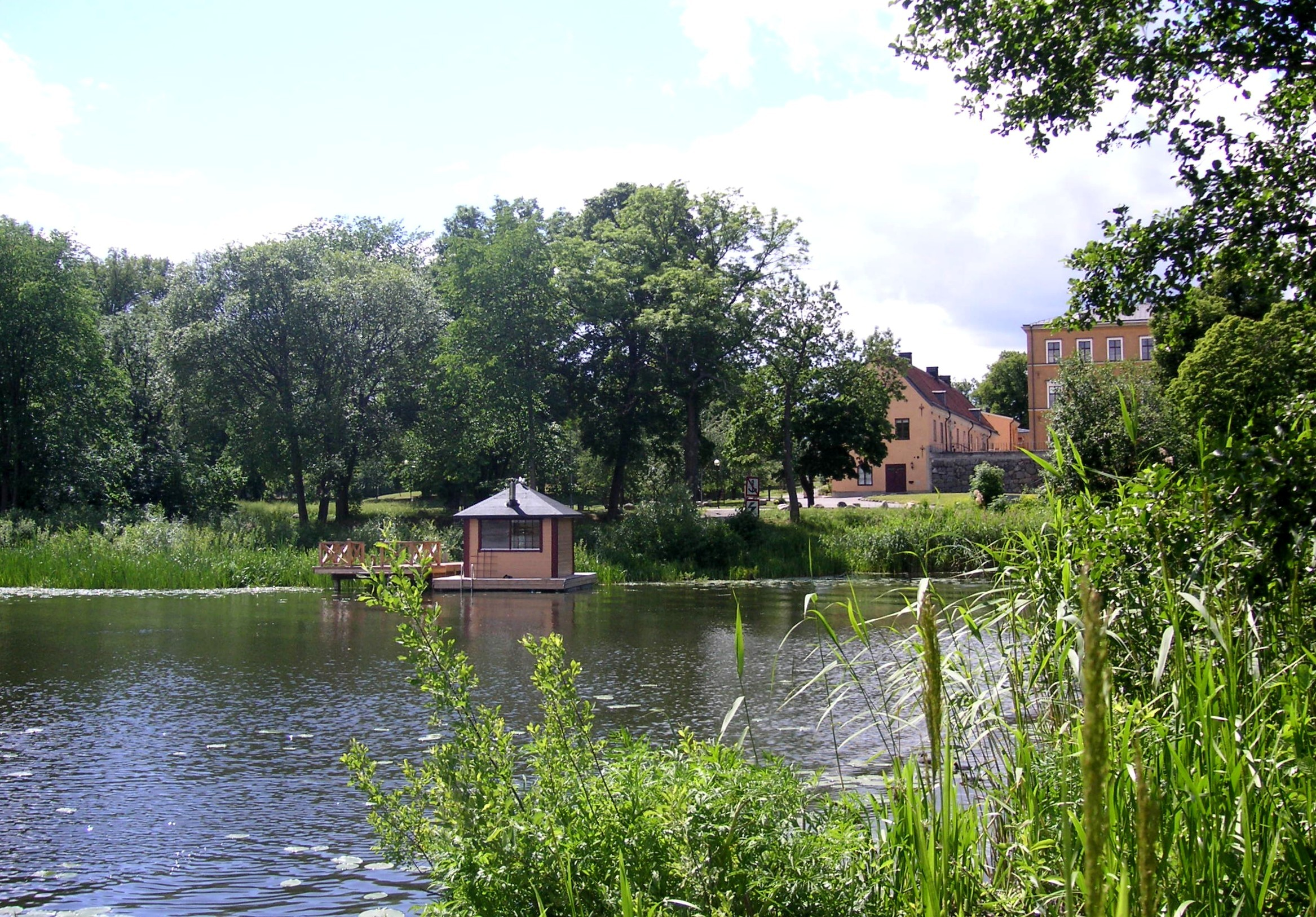
"Ulvsund" med Ulvsunda slott i bakgrunden.
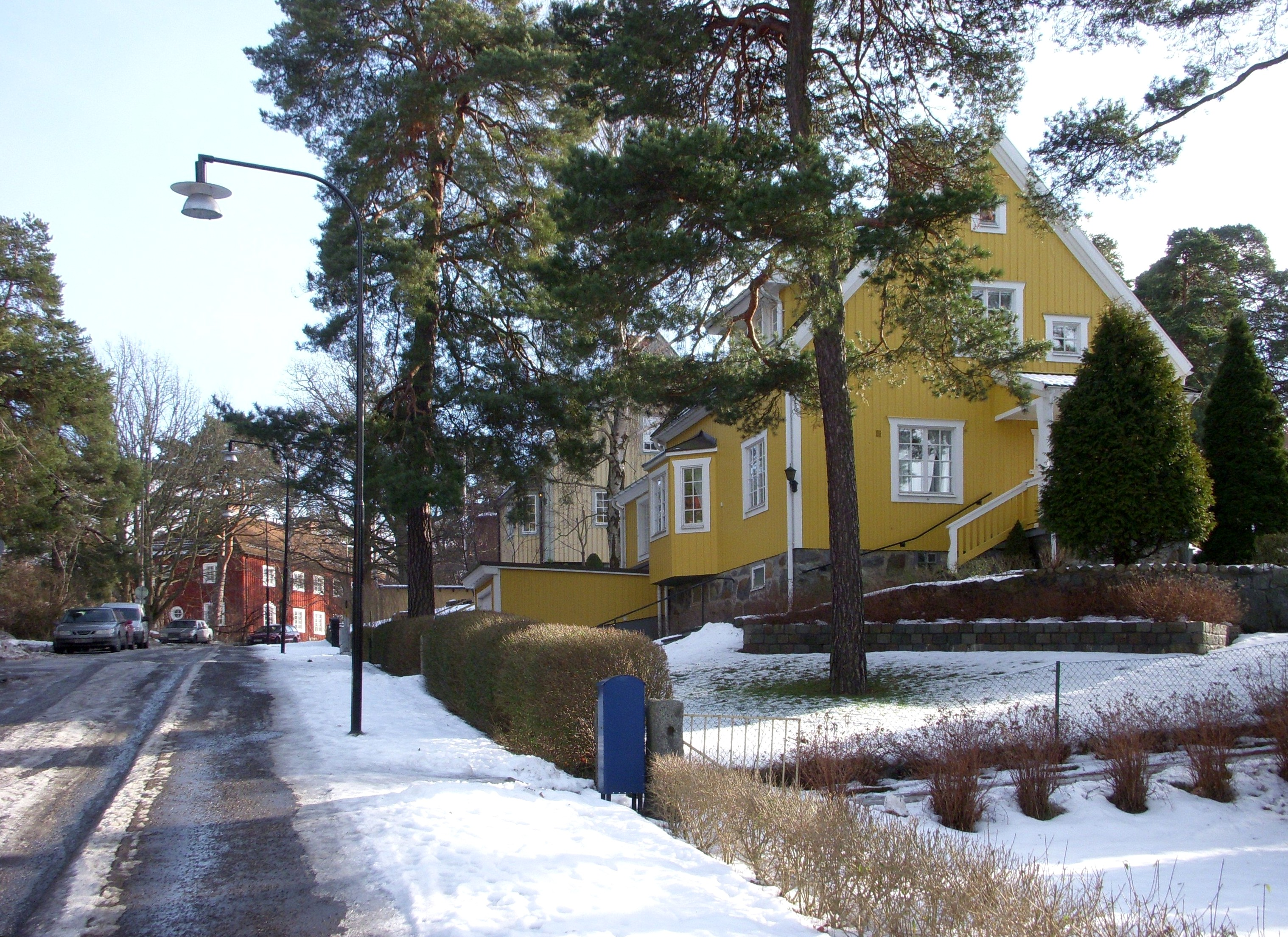
Ulvsunda trädgårdsstad (Fältmarskalksvägen).
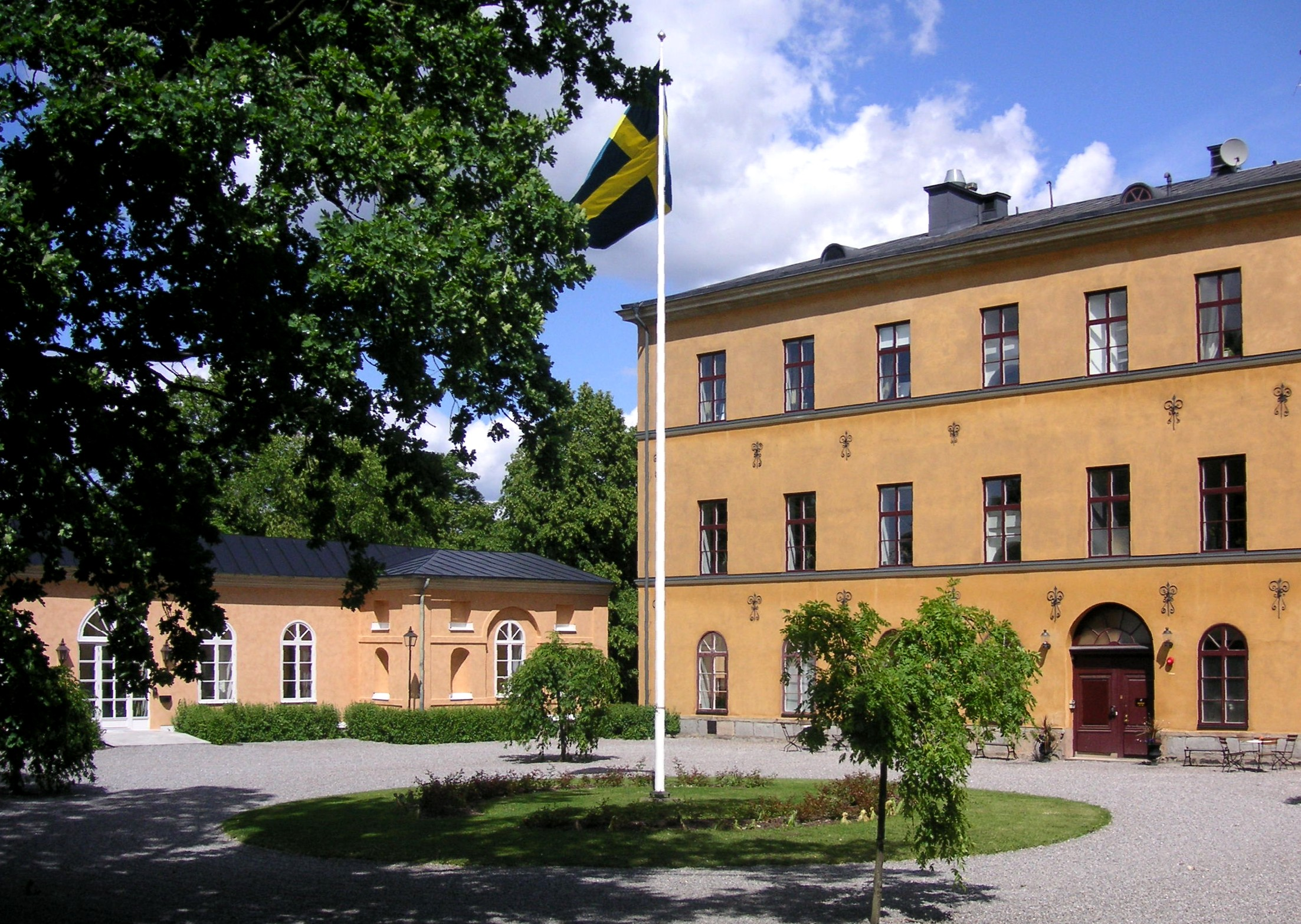
Ulvsunda slott.